# Kingdom Hospital
Kingdom Hospital ist eine US-amerikanische Fernsehserie aus dem Jahre 2004. Die Serie ist eine Adaption von Stephen King auf die Miniserie Hospital der Geister des dänischen Regisseurs Lars von Trier. Viele der ursprünglichen Story-Elemente des Originals wurden beibehalten. Teilweise haben die Charaktere sogar dieselben Namen. Regie führte Craig R. Baxley.

## Handlungs-Überblick
Die Geschichte spielt im fiktiven Krankenhaus Kingdom Hospital in Lewiston (Maine), welches auf dem Grundstück einer abgebrannten Textilfabrik steht, in der während des Amerikanischen Bürgerkriegs Uniformen hergestellt wurden (eine Anspielung auf den Brand der Triangle Shirtwaist Factory am 25. März 1911, bei dem 146 Mädchen und Frauen von 13 bis 25 Jahren ums Leben kamen). Bevor das jetzige Krankenhaus errichtet wurde, gab es an gleicher Stelle bereits ein Krankenhaus, das ebenfalls abgebrannt ist und als „Altes Kingdom“ bezeichnet wird. Unter dem „neuen Kingdom“ existieren noch diverse Kellerräume des alten Krankenhauses.
Mrs. Druse, eine Frau mit der Fähigkeit, mit Geistern zu kommunizieren, versucht ständig im Krankenhaus aufgenommen zu werden, um Kontakt mit merkwürdigen Geistern im Krankenhaus aufzunehmen. Stattdessen wird sie immer wieder als Hypochonderin entlarvt und nach Hause geschickt. Mit Hilfe des Arztes Dr. Hook schafft sie es letztendlich doch, aufgenommen zu werden. Zudem gelingt es ihr, Hook davon zu überzeugen, gemeinsam mit ihr die Wahrheit über das Krankenhaus und die mysteriösen Geister zu ergründen. Besonders im Vordergrund stehen hierbei die Geister eines kleinen Mädchens, das nach dem Feuer in der Fabrik getötet wurde, und eines männlichen Teenagers, der Teil grauenhafter Experimente im alten Kingdom war, sowie ein merkwürdiges Tier namens Antibus (in der Originalfassung Antubis, abgeleitet von Anubis und Anteater, engl. für Ameisenbär), das Ähnlichkeit mit einem großen Ameisenbären hat.
Und dann ist da noch der begnadete Künstler Peter Rickman. Rickman wird beim Joggen von einem Truck angefahren und schwer verletzt. Der Fahrer des Unfallwagens begeht Fahrerflucht. Keiner der vorbeifahrenden Verkehrsteilnehmer sieht den Schwerverletzten. Da taucht ein großes, mysteriöses Tier auf, das einem Ameisenbären ähnelt, und rettet ihm das Leben. Doch nur unter der Bedingung, dass Rickman für seine Rettung einen Preis zahlt. Rickman wird gerettet und liegt nun mit schwersten Verletzungen an Kopf und Rückgrat komatös im Krankenzimmer 426.
Die Serie enthält zudem mehrere Nebenhandlungen, wie die des arroganten Chefarztes Dr. Stegman, der in eine Geheimorganisation von Ärzten („Die Behüter des Kingdom“) aufgenommen werden soll, um den Konsequenzen eines Kunstfehlers zu entgehen. Oder die des jungen Arztes Dr. Elmer Traff, der ständig versucht, die deutlich reifere Dr. Lona Massingale zu erobern.

## Episodenliste (DVD-Version)
(Auf kabel eins wurden die Episoden teilweise anders übersetzt)
1. Das Reich der Finsternis I (Thy Kingdom Come I)
2. Das Reich der Finsternis II (Thy Kingdom Come II)
3. Kleines Mädchen (Death's Kingdom)
4. Der Mörder (Goodbye Kiss)
5. Letztes Flackern (The West Side Of Midnight)
6. Hooks Friedhof (Hook's Kingdom)
7. Kopflos (The Young and the Headless)
8. Schwarzes Rauschen (Black Noise)
9. Herzlos (Heartless)
10. Nummer 11 (Butterfingers)
11. Am dritten Tag (The Passion Of Reverend Jimmy)
12. Der Tag der Anfälle (Seizure Day)
13. Mein ist die Rache (Shoulda Stood In Bed)
14. Gefangen in der Zwischenwelt (Finale I)
15. Antibus (Finale II)

## Auszeichnungen
- 2006: Gewinn des VES Award (Visual Effects Society Awards) in der Kategorie Herausragende Darstellung eines animierten Charakters in einem Real-Fernseh-Programm.

- Nominierungen:

- 2004: Emmy in der Kategorie Herausragendes Titel-Design.
- 2004: Emmy in der Kategorie Herausragende Spezialeffekte in einer Serie.
- 2005: IHG Award (International Horror Guild Awards) in der Kategorie Beste Fernsehproduktion.
- 2005: Young Artist Award in der Kategorie Junge Schauspielerin (10 Jahre oder jünger) für Jodelle Ferland.

## Trivia
- Während Peter Rickman joggt, sieht man, dass er ein Sweatshirt mit der Aufschrift „Little Tall“ trägt. Die Insel Little Tall ist der Schauplatz der Stephen-King-Werke „Dolores“ und „Der Sturm des Jahrhunderts“.
- Der Unfall von Peter Rickman zu Beginn der Serie ähnelt in vielen Details dem Unfall von Stephen King von 1999, bei dem er von einem Auto angefahren und schwer verletzt wurde.
- Die Krankenwageneinheit, die Peter dabei rettet, hat die Nummer 19, eine Zahl, die in der Reihe Der Dunkle Turm eine große Rolle spielt.
- Viele der Charaktere, Orte und Ereignisse sind mit Hilfe von Wortspielen benannt. So heißt eine der Krankenschwester Carrie von Trier. Eine Kombination der Protagonistin von Stephen Kings Bestseller „Carrie“ und Lars von Trier, dem Namen des Regisseurs der Originalserie.
- Viele der Charaktere lesen im Verlauf der Serie Bücher von Stephen King. Zum Beispiel die Frau von Peter Rickman, die am Krankenbett ihres Mannes „Sie“ liest.
- Der Hausmeister des Krankenhauses mit dem Namen Johnny B. Goode ist während der gesamten Serie nicht an seinem Arbeitsplatz und wird ständig von jemand anderem vertreten. Als er am Ende der Serie endlich auftaucht, wird er von Stephen King dargestellt.
- Die Namen der drei Charaktere, die Kontakt zur Welt der Geister haben (Peter Rickman, Mary Jensen, und Paul Morlock), ergeben zusammen den Namen der Band Peter, Paul and Mary.
- Der Name auf dem Getränkeautomaten, den man in einigen Episoden sieht, lautet „Nozz-a-la“. Hierbei handelt es sich um eine fiktive Cola-Marke, welche in der Reihe „Der dunkle Turm“ häufig vorkommt.
- Blondi, der Schäferhund des Sicherheitsmanns Otto, trägt den gleichen Namen wie Hitlers Schäferhund und „spricht“ in der englischsprachigen Originalfassung mit deutschem Akzent.